# Ford Escort (Европа)
Ford Escort — семейство компактных автомобилей, которые производились концерном Ford в Европе (с 1968 до 2000 года) и Северной Америке (с 1981 до 2004 года). Ford Escort является одной из успешных легковых моделей Ford, стабильно попадавшей в десятку самых продаваемых автомобилей в Европе.

## Escort I
В ноябре 1967 года на смену Ford Anglia пришла новая модель Ford Escort. В январе 1968 года Ford Escort дебютировал на Брюссельском автосалоне.
Escort был первым автомобилем полностью разработанным британским подразделением Ford of Europe (фургон Transit был первенцем этого сотрудничества). Escort имел вполне современный (на момент 1960-х годов) дизайн, отличительной чертой которого была решётка радиатора, названная «собачьей костью» из-за своей формы.
Сначала производился на заводе в Хейлвуде (Великобритания) в последние месяцы 1967 года для стран с правосторонним движением, а для левосторонних рынков в сентябре 1968 года на заводе Ford в Генке (Бельгия).
Изначально Escort, построенный в Европе, отличался от своих британских «собратьев». Например, передняя подвеска и рулевое управление были настроены по-разному, а тормоза были оснащены двумя гидравлическими контурами.
В конце марта 1968 года к модельному ряду Escort добавился трёхдверный универсал. В универсале применялись более жёсткие задние пружины и тормозные барабаны. Уже в апреле 1968 года на базе универсала появился панельный фургон, а в 1969 году четырёхдверный седан.
Ford Escort имел все необходимые для того времени системы, обеспечивающее безопасное вождение, такие как зеркало заднего вида с функцией затемнения, статические ремни безопасности, передние сиденья с подголовниками, травмобезопасная рулевая колонка и торпеда со скруглёнными углами и краями. Кузов был спроектирован так, чтобы салон представлял собой прочную ячейку и надежно защищал пассажиров при столкновении. Для комфортного вождения на автомобиль устанавливались стеклоочиститель лобового стекла с двумя режимами работы, обогрев заднего стекла, галогенные фары.
Силовыми агрегатами являлись бензиновые двигатели семейства Kent объёмом 1,1 л (39 и 45 л. с.) и 1,3 л (от 52 до 72 л. с.). Дизельный двигатель объёмом 0,9 л. устанавливался на Escort, предназначенных для экспорта в Италию и Францию. Этот малолитражный двигатель был популярным в Италии, где он в дальнейшем ставился и на Escort Mark II, но для Франции его перестали устанавливать в 1972 году.
Обычно двигатели работали в паре с механической 4-х ступенчатой коробкой передач, однако были версии и с 3-ступенчатой АКПП. Передняя подвеска типа MacPherson, а задняя — рессорная зависимая.
Escort был первым компактным Ford, в рулевой системе которого использовалась рулевая рейка (ранее применялась рулевая трапеция).
Предлагалось несколько комплектаций: Standart, De Luxe и Super с вариантами исполнения Estate (2/4 двери, 4 места) и Saloon (2/4 двери, 4 места).
Самой престижной считалась «Super», в которую входили прямоугольные фары, мягкое ковровое покрытие, прикуриватель, современная комбинация приборов, деревянная отделка, колёса с колпаками, радиоприёмник и т.д.
В июне 1974 года в Великобритании сошёл двухмиллионный Ford Escort, что стало рекордным для Ford за пределами США. Примечательно, что 60 % из двух миллионов автомобилей приходилось на британский рынок, где Escort стал очень популярным автомобилем. Однако в континентальной Европе (особенно в Германии) автомобиль был менее популярным из-за тесного и неудобного салона, а также из-за наличия более технологичных и просторных автомобилей, таких как Opel Kadett B, Fiat 128 и Renault 12.
В начале 1975 года автомобиль был модернизирован.
Существовало много спортивных модификаций (GT, Sport, Twin Cam, Mexico, 1300E, RS1600, RS2000), на которые устанавливались и более мощные двигатели объёмом до 2,0 л.
Спортивная версия 1300GT с двигателем 1.3 L Crossflow (OHV) с итальянским карбюратором «Weber» и усиленная подвеской. Эта версия отличалась дополнительными приборами с тахометром, амперметром и манометром давления масла.
Этот двигатель 1.3 L также устанавливался на версию Escort Sport, которая использовала выпуклые передние крылья, но отличалась отделкой салона от базовых моделей.
Позже появилась версия 1300E. На неё ставились те же 13-дюймовые колёса и крупные крылья от Sport, но её салон был с престижными в то время вставками под дерево на приборной панели и дверных картах.
С 1968 по 1971 год отделением Ford Motorsport мелкосерийно выпускалась специальная раллийная версия Ford Escort Twin Cam с двигателями мощностью до 170 л. с., 5-ступенчатой коробкой передач и дисковыми тормозами на всех колёсах. В дальнейшем на Twin-Cam ставили новый 16-клапанный двигатель 1,6 л. (200 л. с.) Cosworth BDA с двумя распредвалами. Twin Cam отвечал требованиям группы B и участвовал во многих международных ралли, таких как «Лондон — Мехико» (1970). Вскоре Escort Twin Cam заменил RS1600 с новым агрегат BDA DOHC 16V (115 л. с.), сконструированный на блоке Ford Kent и предназначенный для автоспорта.

## Escort II
В декабре 1974 года началось производство второго поколения Escort. Новое поколение стало продуктом сотрудничества инженеров немецкого и британского подразделений Ford. Первые опытные образцы автомобилей назывались «Brenda». В основе нового поколения лежала та же платформа предшественника (включая рессорную заднюю подвеску), но внешний вид претерпел большие изменения. Округлые формы кузова окончательно ушли в прошлое, новый кузов обзавёлся прямолинейными чертами. Только на универсале сохранился волнообразный изгиб окна в задней части, который остался почти без изменений.
Гамма двигателей для Escort II была модернизирована. На выбор покупателя предоставлялись двигатели объёмом 1,1 и 1,3 л (от 45 до 70 л. с.), а на спортивные версии Escort II RS 1600 (Rallye Sport) устанавливались двигатели объёмом 1,6 л (84 л. с.) и 2,0 л (101 и 110 л. с.).
Параллельно со спортивной RS существовала заводская версия RS2000, отличавшаяся наклонённым передком с другим капотом и передними крыльями) и развивала 110 л. с. на двухлитровом двигателе Pinto, позволявшим набирать 100 км/ч за 8,5 секунды и развивать максимальную скорость в 175 км/ч.К слову, Escort второго поколения, как и предшественник, был весьма успешен в качестве раллийного автомобиля.
На некоторые модификации устанавливались автоматические трёхступенчатые трансмиссии.
При сохранении практически того же веса модернизированные двигатели позволили добиться лучшей экономии топлива с одновременным приростом мощности.
Для европейского рынка существовало множество комплектаций L, GL, Ghia, Sport, Mexico, RS1800 и RS2000. Помимо этого, существовал целый ряд редких заводских лимитированных версий, таких как Harrier, Linnet, Goldcrest, Capital и т. д.
- Двухдверный седан Escort (1974-1977)
- Вид сзади
- Универсал
- Escort после рестайлинга (1977–1980)
- Ford Escort RS2000
- Ford Escort Ghia (1979)

Несмотря на обилие предлагаемого оснащения, владельцы Escort II часто указывали на слишком маленький и тесный салон, небольшой объём багажника, а также отсутствие бардачка в базовой комплектации. Из-за простоты и примитивности конструкции Escort II довольно скоро оказался в нижней части рынка гольф-класса.
В августе 1975 года произошли первые небольшие технические доработки, такие как улучшенная выхлопная система, усиленные крепления генератора и электромагнитный клапан на карбюраторе, который отвечал за стабильную работу и более тонкую настройку холостого хода.
В августе 1977 года немецкая версия Escort получила первую значительную модернизацию с новой решёткой радиатора, передней оптикой, крышкой багажника и овальным логотипом Ford на ступице рулевого колеса. Также слегка изменилась техническая оснастка, а также цветовая палитра и материалы обивки салона.
Второе поколение продержалось на конвейере шесть лет, за это время было выпущено около 2 миллионов автомобилей.

## Escort III
Третье поколение Escort было запущено в сентябре 1980 года. Escort III был полностью новой инженерной разработкой, не имеющей ничего общего с предшественниками ни по дизайну, ни по своей конструкции. Это был новый автомобиль с поперечным расположением двигателя, передним приводом и задней независимой подвеской, с поперечными рычагами и продольными тягами. Это был второй по счёту европейский Ford с передним приводом (первой была Fiesta в 1976 году). Спереди у Escort классическая подвеска типа Макферсона.
Целью руководства Ford, преследовавшейся при разработке нового Escort, было создание конкурента для Volkswagen Golf.
Выпускался в формате трёх-или пятидверного хетчбэка с модным в те годы угловатым дизайном и оригинальным выступом задней двери. Помимо хетчбэков в модельный ряд входил изначально трёхдверный универсал, а с 1983 года пятидверный универсал и двухдверный кабриолет. В том же 1983 году на базе Escort появился седан, который позиционировался как отдельная и более престижная модель, продавался под названием Ford Orion.
Уже в 1981 году Escort III занял первое место на конкурсе Европейский автомобиль года. В том же году на базе универсала Escort началось производство фургонов, отличительной чертой которых были две распашные двери сзади и задняя рессорная подвеска.

### Комплектации
Escort имел традиционные для моделей Ford комплектации: Base, L, GL, Ghia. Базовые комплектации имели очень «бедное» оснащение даже для своего времени; дверные карты без подлокотников, сидения с виниловым покрытием (тканевые сидения были дополнением) и без задней полки багажника и кнопки открывания задней двери.
В дорогих версиях Ghia, как правило, ставились противотуманные фары, люк в крыше, центральный замок, задний дворник, электрические стеклоподъемники и зеркала с электрорегулировкой, цифровые часы. На Escort европейские дилеры Ford предлагали к установке множество различных кассетных магнитол, в том числе с более качественной акустикой и встроенным многополосным эквалайзером.
Пятидверный универсал Escort Station Wagon предлагался в комплектациях от базовой до GL, при этом в дорогой версии стандартно устанавливался дворник и омыватель на заднем стекле. В модельном ряду Эскорта также были предусмотрены коммерческие фургоны Escort Van.

### Двигатели и трансмиссии
Наиболее экономичными и недорогими в модельном ряду Escort были старые бензиновые двигатели 1,1 литра (50-58 л. с.). Появились и новые двигатели серии Ford CVH с верхним распредвалом, которые имели объёмы 1,3 (68 л. с.) и 1,6 литра (78 л. с.). Единственный дизельный двигатель Ford LTA создавался с привлечением немецких инженеров — он развивал всего 54 л. с., но имел вполне современную для своего времени конструкцию и считался очень экономичным, его расход в смешанном цикле составлял 5,2 литра дизельного топлива.
Изначально Escort производился только с четырёхступенчатой КПП, однако с середины 1982 года появилась пятиступенчатая МКПП. Четырёхступенчатая коробка стала стандартной для двигателя 1.6 и устанавливалась с большинством двигателей 1.3. В 1983 году появилась трехступенчатая АКПП Ford ATX, разрабатывавшаяся преимущественно для американского рынка, с двигателем 1,6 л.
В июле 1983 года Escort поступил в производство в Бразилии с тремя или пятью дверями. Из-за жаркого климата бразильский трёхдверный Escort производился с открывающимися задние стёкла. На бразильские Escort устанавливались двигатели Ford CHT от Renault объёмами 1,3 и 1,4 л.
Escort III Turnier имел вместительный багажник до 1200 л. В 1981 году на базе универсала создали пикап Ford Escort Express III. На Escort III устанавливались бензиновые двигатели семейств OHV Kent CVH объёмом от 1,1 до 1,6 л (от 50 до 97 л. с.), а также дизель объёмом 1,6 л (54 л. с.).

### Спортивные версии
В 1980 году для конкуренции с Golf GTI появляется трёхдверный «заряженный» хетчбэк Ford Escort XR3, который оснащался 1,6-литровым двигателем с двухкамерным карбюратором и четырёхступенчатой коробкой передач, а также жёсткой спортивной подвеской и другой отделкой кузова. Однако, с 1982 года производилась усовершенствованная версия Escort XR3i III. Этот автомобиль оснащался уже инжекторным двигателем объёмом 1,6 л (105 л. с.) и дополнительными спойлерами. Для всех модификация предлагались самые разные комплектации — от простой базовой до люксовой Ghia.
В 1984 году выходит мощная модификация Escort III RS Turbo с турбированным инжекторным двигателем объёмом 1,6 л (132 л. с.). На модификации с двигателем объёмом 1,6 л мощностью 90 л. с. Устанавливались 3-диапазонная автоматическая трансмиссия.

## Escort IV
В марте 1986 году Escort был подвержен глубокой модернизации, в результате которой появилось четвёртое поколение Escort. Изменилась форма кузовные панели, появились новая оптика и интегрированные в кузов бамперы. Стилистически новое поколение Escort было схоже со Scorpio, передок которого имел схожую форму. Салон получил новые дверные карты, торпеду, приборную панель и сидения.
Особое внимание при разработке Escort IV было уделено безопасности. Силовой каркас кузова был дополнительно усилен, а энергопоглощающие бампера новой конструкции лучше поглощали энергию удара при столкновении на небольших скоростях и отвечали требованиям того времени по безопасности пешеходов. В более дорогих комплектациях на Escort IV устанавливалась система ABS.
Escort IV сохранил от своего предшественника богатый выбор комплектаций, в особенности у хетчбэков, где помимо бюджетной базовой комплектаций C были также CL и Ghia с велюровым салоном и полным пакетом оборудования (включая обогрев лобового стекла). В 1987 году появилась промежуточная между L и GL комплектация LX.
Ограниченно выпускалась лимитированная версия Escort Eclipse, основанная на комплектации LX с двигателем 1.3 л. Эта версия оснащалась полным электропакетом, легкосплавными дисками, спойлером на крышке багажника и доступный только в двух цветах — Amalfi Blue (синий) или Flambeau Red (красный). Eclipse продавался вплоть до прекращения выпуска модели в сентябре 1990 года.
Модификация с кузовом седан и раньше называлась Orion. Кроме неё, выпускались трёх- и пятидверные хетчбэки Escort IV, универсал Escort IV Turnier, пикап Escort IV Express и кабриолет Escort IV Cabriolet.
- Трёхдверный хетчбэк
- Четырёхдверный хетчбэк
- Кабриолет
- Универсал
- Ford Escort XR3i
- Фургон

Устанавливаемые на Escort бензиновые двигатели объёмом 1,1 л.; 1,3 л.; (ДВС серии HCS) 1,4 л.; и 1,6 л. (ДВС серии CVH) имели либо карбюратор «Weber», либо систему впрыска топлива Bosch K-Jetronic. Дизельные двигатели 1,6 и 1,8 л. имели мощность 54 и 60 л. с.
Самая мощная 130-сильнный мотор серии CVH работал с инжектором KE-Jetronic и турбокомпрессором «Garrett» с масляным и водяным охлаждением. Причём данный агрегат устанавливался исключительно в трёхдверную модель RS Turbo. Коробка передач имела более длинный ход передач, более мощная тормозная система от Sierra XR4, а также появились новые легкосплавные диски в форме турбины.
С января 1987 года все автомобили начали оснащать каталитическим нейтрализатором отработавших газов. Новые Escort с нейтрализатором и инжекторной системой в итоге начали вытеснять модели с карбюраторными двигателями.
С сентября 1988 года двигатель 1,3 л. Kent был заменён силовым агрегатом серии HCS, который имел тот же литраж и мощность, однако порядок работы цилиндров, подшипники коленвала и многие другие технические детали были модернизированы. Впоследствии двигатель HCS с инжектором ставился и на другие модели Ford, такие как Fiesta и Ka. Тогда же появилась слегка изменённая решётка радиатора (декоративная планка переднего бампера теперь последовательно проходит над номерным знаком), а также изменился дизайн шрифта на шильдике «Escort» на крышке багажника. Претерпел изменения и пакет допоборудования на всех моделях в комплектации «L»: теперь стандартно ставились тонированные стёкла и люк в крыше.
В 1987 году производство нового поколения Escort IV было локализовано в Бразилии, где он производился с двигателями 1,8 л. и 1,6 л. от Volkswagen, а на бразильские автомобили Volkswagen наоборот устанавливались двигатели 1,0 л. и 1,6 л. от Ford.
Escort для Великобритании и других стран с левосторонним движением на заводе в Хейлвуде, недалеко от Ливерпуля, а также с левым рулём на заводе в западногерманском Зарлуи. В течение 1980-х годов продажи Escort были высоки, поэтому в конце десятилетия производство Escort также началось на заводе Ford, первоначально построенном для производства Fiesta в Испании. Производство Escort IV в Европе продолжалось до осени 1990 года, хотя в Аргентине Escort собирался вплоть до 1994 года.
На Escort двигатели устанавливались в зависимости от типа кузова. Например, пятидверный универсал имел двигатели, начиная с 1,3-литровой версии. Кабриолет оборудовался моторами 1,4 и 1,6 литра и не предлагался с дизельными двигателями. Но хетчбэков была доступна практически вся линейка двигателей.

## Escort V
В сентябре 1989 года был впервые был показан Escort V, который имел полностью новый дизайн кузова и салона. В производство новый Escort был запущен в сентябре 1990 года. Escort V имел весьма продуманную эргономику, система ABS стала штатной во всех версиях. Кроме того, от предшественников Escort сохранял многообразие типов кузова: 3- и 5-дверный хетчбэк, 3-дверный фургон и 5-дверный универсал, кабриолет.
Кроме хетчбэка продолжали выпускаться универсал Escort V Turnier, пикап Escort Express V и седан Orion. На базе Escort V выпускался и кабриолет. На Escort V устанавливались бензиновые двигатели объёмом от 1,3 до 1,6 л (от 60 до 105 л. с.), а также дизели объёмом 1,8 л (60 и 90 л. с. с турбонаддувом).
В сентябре 1991 года появилась спортивная модификация Escort RS2000 с двигателем объёмом 2,0 л (150 л. с.), а в 1992 году — скромнее, но тоже спортивный Escort XR3i с 16-клапанным двигателем объёмом 1,8 л (105 и 130 л. с.).
- Ford Escort V 5-дв. (1990-1992)
- Ford Escort V Turnier (1990-1992)
- Ford Escort V Cabriolet (1990-1992)
- Ford Orion III (1990-1992)
- Ford Escort XR3i

Публика восприняла новую модель не слишком тепло, на это был ряд причин. Например, задняя торсионная подвеска ухудшила динамику автомобиля, на машины первых лет устанавливались двигатели предшественника, да и общая стилистика кузова мало чем отличалась от Escort IV. Поэтому через два года после начала производства производителю пришлось произвести рестайлинг.

#### Первый рестайлинг Escort V
В 1992 году Escort 5 поколения был подвергнут рестайлингу (1992—1995). Главным образом изменения коснулись внешнего вида: иными стали очертания задних фонарей, рассеиватели передних поворотников стали белыми, капот получил решетку радиатора с овальным проемом воздухозаборника и другой задний бампер. Хотя внутри это был по прежнему старый mkV, кузов не претерпел изменений, все усилители и компоновка кузова осталась прежней. В салоне изменения были минимальными: немного другие сидения, ручку открывания багажника перенесли немного вперёд и теперь для неё сделали пластиковую крышку, панель приборов и обивка дверей остались прежними. Изменения не коснулись и ходовой части.
Одновременно с началом выпуска нового Escort был обновлен и седан, который отныне перестал называться Orion. Продолжал выпускаться универсал Escort V Turnier.
Модернизация практически не затронула механической части автомобиля. На Escort V устанавливались бензиновые двигатели объёмом от 1,3 до 2,0 л (от 60 до 150 л. с.), а также дизель объёмом 1,8 л (60 и 90 л. с. с турбонаддувом). Все модификации могли оснащаться 16-клапанными двигателями объёмом 1,6 и Zetec 1,8 л, заметим, что версий двигатель 1,8 л Zetec, было 3-и вида с разной мощностью, RJ- 105 л. с. самый распространённый, RDA 115 л. с. встречается реже, в основном в 3-х дверном кузове, и RQB 130 л. с. ставившейся в сочетании с кпп mtx-75 на спортивные версии Escort XR3i Vb. Впервые за всю историю модели Escort появилась полноприводная версия Escort Vb 4x4.
С 1993 года предлагался трехдверный Ford Escort RS 2000, оснащённый 16-клапанным двигателем DOHC объёмом 2,0 л (150 л. с.) и более мощной КПП MTX75. Также данная модель выпускалась и в полноприводном исполнении. В этом же году выпустили модификацию с кузовом кабриолет Escort V Cabrio, на которую устанавливались инжекторные двигатели объёмом 1,4 л (73 л. с.), а также 16-клапанные инжекторные двигатели объёмом 1,6 л (90 л. с.) и 1,8 л (105 и 130 л. с.). Последние двигатели устанавливались на спортивные версии кабриолета Escort XR3i Cabrio VI.
- Ford Escort VI 5дв. (1992-1995)
- Ford Escort VI Turnier (1992-1995)
- Ford Escort VI Cabriolet (1992-1995)
- Ford Escort VI Cabriolet (1992-1995)
- Ford Escort VI седан (1992-1995)

#### Escort RS Cosworth
Мощной модификацией Escort стал трехдверный полноприводный Escort RS Cosworth VI с турбодвигателем объёмом 2,0 л мощностью 220 л. с., до 100 км / ч этот автомобиль разгонялся за 5,8 с.
С 1992 по 1996 год было произведено всего 7145 автомобилей. При этом автомобиль кардинально отличался от остальных Escort и по сути представлял собой Ford Sierra с «натянутыми» внешними панелями и формами Escort. Двигатель, в отличие от обычных Escort, был расположен продольно, а кузов имел центральный тоннель, по всем параметрам совпадающий с аналогичным у Ford Sierra.
Он стал основой для раллийных моделей, участвовавших в чемпионате мира по ралли: Ford Escort RS Cosworth (в 1993—1996 годах) и Ford Escort WRC (в 1997—1998 годах).

## Escort VI
В январе 1995 года была проведена значительная модернизация Escort V (1995—2000), появилось последнее поколение автомобилей этой серии. Был улучшен дизайн кузова и интерьера эскорт приобрел более округлую форму и дутые бампера. Список стандартного оборудования был существенно расширен — в него входил гидроусилитель руля, подушка безопасности для водителя, ABS, кондиционер и многое другое.
Он получил новую подвеску, а именно новые передние амортизаторные стойки, новые пружины, изменили угол наклона передних стоек, что повлияло в лучшую сторону на управляемость автомобиля. Изменили задние амортизаторные стойки и заднюю балку, немного изменили КПП. Кузов претерпел изменения, новые усилители и лонжероны, новые передние и задние стаканы, усилители в дверях, это позволило повысить жёсткость кузова и в лучшую сторону отобразилось на безопасности пассажиров.
Escort VI имел достаточно просторный салон с практичной, достаточно прочной обивкой, довольно удобными сиденьями и багажником объёмом (380—1145 л у хетчбэка).
Большинство выпущенных Escort имело передние электростеклоподъёмники, трехскоростной вентилятор и кассетную аудиосистему. В качестве дополнения устанавливались легкосплавные диски, кондиционер, CD-проигрыватель, противотуманные фары и окраска в цвет металлик.
На Escort VI устанавливались бензиновые двигатели объёмом от 1,3 до 2,0 л (от 60 до 150 л. с.), комплектовавшиеся либо карбюраторами «Weber-2V», либо инжектором. Дизельный двигатель объёмом 1,8 л (60, 70 и 90 л. с.) серии Zetec.
Кроме хетчбэка, выпускалась модификация с кузовом седан, универсал Turnier, фургон Express и кабриолет Cabriolet.
Как и у предыдущей модели, Escort VI тоже получил «заряженную» версию RS 2000 со 150-сильным мотором, а также её полноприводную версию RS 2000 4x4 с тем же 150-сильным поперечно расположенным двигателем. Помимо версии RS, теперь полный привод получила и гражданская версия с мотором 1,6 16v Zetec с распределённым впрыском. Однако сильными динамическими характеристиками такие версии не обладали.
В то время как Escort VI всё ещё базировался на разработанной в конце 1980-х годов платформе, большинство его конкурентов были новыми разработками. Поэтому руководство компании Ford начало разработку принципиально нового автомобиля, который должен был сменить Escort. В результате чего в 1998 году дебютировал Ford Focus, в октябре того же года Escort был переименован в Escort Classic.

С 1998 года объём производства Escort начал постепенно сокращаться, пока в сентябре 2000 года с конвейера завода Ford в графстве Эссекс не сошёл последний европейский Escort. Прямым преемником Ford Escort стал Ford Focus. Тем не менее, седан и универсал Escort производились в Аргентине до 2004 года.
- Ford Escort VI 3дв. (1995-2000)
- Ford Escort VI 5дв. (1995-2000)
- Ford Escort VII Turnier (1995-2000)
- Ford Escort VII Turnier (1995-2000)
- Ford Escort VII Cabriolet (1995-2000)
- Ford Escort RS 2000 (1995-1996)

### Двигатели
Бензиновые:
- 1,3 л, 8V — 44 кВт (60 л. с.)
- 1,4 л, 8V — 55 кВт (75 л. с.)
- 1,6 л, 8V — 65 кВт (88 л. с.)
- 1,6 л, 16V — 66 кВт (90 л. с.)
- 1,8 л, 16V — 75 кВт (105 л. с.)
- 1,8 л, 16V — 85 кВт (115 л. с.)
- 1,8 л, 16V — 96 кВт (130 л. с.)
- 2,0 л, 16V — 110 кВт (150 л. с.) — RS2000
- 2,0 л, 16V — 162 кВт (220 л. с.) — RS Cosworth

Дизельные:
- 1,8 л, D — 44 кВт (60 л. с.)
- 1,8 л, TD — 51 кВт (70 л. с.)
- 1,8 л, TD — 66 кВт (90 л. с.)